# كوم جابر
قرية كوم جابر هي إحدى القرى التابعة لمركز أبو تشت في محافظة قنا في جمهورية مصر العربية. حسب إحصاءات سنة 2006، بلغ إجمالي السكان في كوم جابر 7591 نسمة، منهم 3717 رجل و3874 امرأة.